# Pernette Cameron
Pernette Cameron (24 februari 1965 - 9 maart 2018) was een Nederlandse schaakster.
In 1980 en 1981 werd Pernette kampioen Snelschaken Jeugd bij de meisjes. In 1983 was ze kampioen bij de meisjes tot 20 jaar, samen met Heleen de Greef. Ze volgde hiermee haar tweelingzus Arjette op.
Ze ontmoette haar man bij het schaken, het stel kreeg twee kinderen.
In 1998 heeft Cameron haar lidmaatschap van de KNSB beëindigd.